# Soubré
Cet article possède un paronyme, voir Soubre.
Soubré est une ville du sud-ouest de la Côte d'Ivoire, dans le district de Bas-Sassandra et appartenant à la région de la Nawa dont elle est le chef-lieu de région. Les habitants du département de Soubré sont issus du groupe krou : les Bété, les Bakwé et les Kouzié. La ville est construite sur une courbe du fleuve Sassandra. Depuis Juin 2017, la ville de Soubré dispose d'un barrage hydroélectrique construit sur une longueur de 4500 mètres.
En 2021, sa population est de 272 773 habitants. Ce qui en fait la dixième ville la plus peuplée de la Côte d'Ivoire.
Dans cette région jadis peu habitée, une abondante faune peuple encore les forêts alentour et on trouve des buffles et des éléphants.

## Administration
- Soubré chef-lieu régionale de la région de la Nawa près de San-Pédro dans le district du Bas-Sassandra. Le département comprend les sous-préfectures de Soubré, Liliyo, Okrouyo et Grand-Zattry.
- Une loi de 1978[3] a institué 27 communes de plein exercice sur le territoire du pays.

| Date d'élection | Identité              | Parti    | Qualité         | Statut |
| --------------- | --------------------- | -------- | --------------- | ------ |
| 1985            | Charles Bauza Donwahi | PDCI-RDA | Homme d'état    | élu    |
| 1990            | Charles Bauza Donwahi | PDCI-RDA | Homme d'état    | réélu  |
| 1995            | Charles Bauza Donwahi | PDCI-RDA | Homme d'état    | réélu  |
| 2001            | Pierre Kipré          | RDR      | Homme politique | élu    |
| 2011            | Lassina Traoré        | RDR      | Homme politique | élu    |
| 2013            | Lassina Traoré        | RHDP     | Homme politique | réélu  |

## Démographie
- 1975 : 7 016
- 1988 : 33 162
- 2010 : 104 326
- 2014 : 175 163

### Représentation administrative
- La préfecture
- La sous-préfecture
- La justice
- Le trésor public

## Représentation politique
| Date d'élection | parti | Nom | Statut          |
| 2021            |       |     | Homme politique |
| --------------- | ----- | --- | --------------- |

## Langues
Depuis l'indépendance, la langue officielle dans toute la Côte d'Ivoire est le français. La langue véhiculaire, parlée et comprise par la majeure partie de la population est le dioula mais les langues vernaculaires de la région sont ["bété", "bakoué" et "kouzié"]. Le français effectivement parlé dans la région, comme à Abidjan, est communément appelé le français populaire ivoirien ou français de dago qui se distingue du français standard par la prononciation et qui le rend quasi inintelligible pour un francophone non ivoirien. Une autre forme de français parlé est le nouchi, un argot parlé surtout par les jeunes et qui est aussi la langue dans laquelle sont écrits 2 magazines satiriques, Gbich! et Y a fohi. Le département de Sassandra accueillant de nombreux ivoiriens issus de toutes les régions du pays, toutes les langues vernaculaires du pays, environ une soixantaine, y sont pratiquées.

## Économie
La région de Soubré produit principalement du cacao, et du café,.
Les habitants de Soubré pratiquent également la pêche sur le lac de Buyo.

### Hôpitaux
- Hôpital général de Soubré[10]
- Hôpital Sainte Marie[11]
- Clinique medico-chirurgicale Sainte Trinité[12]
- Clinique medico-chirurgicale Val de Grace[12]
- Hôpital Gural
- Morgue

### Pharmacies[12]
- Pharmacie de la Gare
- Grande pharmacie du sud ouest
- Pharmacie de la Mairie de Soubré
- Pharmacie de l'Immaculée
- Pharmacie du Sud Ouest
- Pharmacie de la Mosquée

### Média
La ville de Soubré dispose d'une radio dénommée la Voix de la Nawa.

## Sports
Les compétitions sportives se déroulent exclusivement au chef-lieu du département, les autres localités ne disposant d'aucune infrastructure dédiée : la ville dispose d'un club de football, le FC Soubré, qui évolue en Championnat de Division Régionale, équivalent d'une « 4e division ». Comme dans la plupart des villes du pays, il est organisé, de façon informelle, des tournois de football à 7 joueurs qui, très populaires en Côte d'Ivoire, sont dénommés Maracanas.

## Personnalités liées à la commune
- Bernard Zadi Zaourou, écrivain.
- Fatou Keïta, écrivain.
- Charles Bauza Donwahi, député de Soubré de 1970 à 1985, député-maire de 1985 à 1997, président de l'Assemblée nationale de Côte d'Ivoire de 1993 au 2 août 1997.
- Marcel Zadi Kessy, ex-président du Conseil économique et social et ex-président du Conseil d'administration du Groupe CIE-SODECI.
- Alain-Richard Donwahi, ancien secrétaire du Conseil national de sécurité (CNS), président du conseil régional de la Nawa et actuel ministre des eaux et forêts de Côte d'Ivoire[14].
- Clémentine Papouet, comédienne
- Basile Boli, footballeur
- Roger Boli, footballeur
- Oupoh Dahier, comédien
- Oly Yves Roland, champion ivoirien de muay thaï.

### Quartiers
- Camp Mannois (Gnizako-Beakou)
- Gabon
- Dallas
- Gbakalekpa
- Kennedy
- Résidentiel
- Chokoyo
- Abattoir
- Madou Sawa
- Soubré 5
- Gbazebré
- Châteaux
- Changhaï
- Nabouhi
- Mênêkré
- Gallea
- Soleil
- Dotia
- Galea
- Kpehiri
- Gripazo

Avec à sa tête le plus grand quartier Camp Mannois.

## Villes voisines
- Gagnoa, Guéyo, Yabayo vers l'est.
- Duékoué au nord-ouest.
- Issia au nord.

- Méagui, au sud
- Sassandra, San-Pédro au sud.